# Liste der Baudenkmale in Hehlen
In der Liste der Baudenkmale in Hehlen sind die Baudenkmale der niedersächsischen Gemeinde Hehlen und ihrer Ortsteile im Landkreis Holzminden aufgelistet.

## Allgemein
In den Spalten befinden sich folgende Informationen:
- Lage: die Adresse des Baudenkmales und die geographischen Koordinaten. Kartenansicht, um Koordinaten zu setzen. In der Kartenansicht sind Baudenkmale ohne Koordinaten mit einem roten Marker dargestellt und können in der Karte gesetzt werden. Baudenkmale ohne Bild sind mit einem blauen Marker gekennzeichnet, Baudenkmale mit Bild mit einem grünen Marker.
- Bezeichnung: Bezeichnung des Baudenkmales
- Beschreibung: die Beschreibung des Baudenkmales. Unter § 3 Abs. 2 NDSchG werden Einzeldenkmale und unter § 3 Abs. 3 NDSchG Gruppen baulicher Anlagen und deren Bestandteile ausgewiesen.
- ID: die Objekt-ID des Baudenkmales
- Bild: ein Bild des Baudenkmales, ggf. zusätzlich mit einem Link zu weiteren Fotos des Baudenkmals im Medienarchiv Wikimedia Commons. Wenn man auf das Kamerasymbol klickt, können Fotos zu Baudenkmalen aus dieser Liste hochgeladen werden:

## Brökeln
Baudenkmale im Ortsteil Brökeln.
| Lage                                           | Bezeichnung              | Beschreibung | ID       | Bild |
| ---------------------------------------------- | ------------------------ | ------------ | -------- | ---- |
| Hehlener Straße 15 51° 57′ 21″ N, 9° 28′ 18″ O | Wohn-/Wirtschaftsgebäude |              | 26796863 | BW   |
| Zur Raute 4 51° 57′ 27″ N, 9° 28′ 9″ O         | Backhaus                 |              | 26796840 | BW   |

## Daspe
Baudenkmale im Ortsteil Daspe.

### Gruppe: Hofanlage Am Weserufer 8 (früher Daspe 11)
Die Gruppe „Hofanlage Am Weserufer 8 (früher Daspe 11)“ hat die ID 26973394.

| Lage                                      | Bezeichnung | Beschreibung | ID       | Bild |
| ----------------------------------------- | ----------- | ------------ | -------- | ---- |
| Am Weserufer 8 51° 59′ 18″ N, 9° 28′ 2″ O | Scheune     |              | 26796936 | BW   |
| Am Weserufer 8 51° 59′ 18″ N, 9° 28′ 3″ O | Stall       |              | 26796969 | BW   |
| Am Weserufer 8 51° 59′ 16″ N, 9° 28′ 3″ O | Wohnhaus    |              | 26796953 | BW   |
| Am Weserufer 8 51° 59′ 17″ N, 9° 28′ 3″ O | Schauer     |              | 46246083 | BW   |

### Einzeldenkmale
| Lage                                | Bezeichnung    | Beschreibung | ID       | Bild |
| ----------------------------------- | -------------- | ------------ | -------- | ---- |
| Daspe 2 51° 59′ 16″ N, 9° 27′ 56″ O | Wohnhaus       |              | 26796902 | BW   |
| Daspe 2 51° 59′ 18″ N, 9° 27′ 54″ O | Scheune/Stall  |              | 26796919 | BW   |
| Daspe 17 51° 59′ 19″ N, 9° 28′ 8″ O | Wohnhaus       |              | 26797014 | BW   |
| 51° 59′ 27″ N, 9° 28′ 8″ O          | Kriegerdenkmal |              | 26796886 | BW   |

## Hehlen
Baudenkmale im Ortsteil Hehlen.

### Gruppe: Kirche m. Gebäuden Am Thie
Die Gruppe „Kirche m. Gebäuden Am Thie“ hat die ID 26973406.

| Lage                                 | Bezeichnung           | Beschreibung   | ID       | Bild |
| ------------------------------------ | --------------------- | -------------- | -------- | ---- |
| Am Thie 2 51° 59′ 2″ N, 9° 28′ 11″ O | Schule/Organistenhaus |                | 26806859 | BW   |
| Am Thie 2 51° 59′ 3″ N, 9° 28′ 10″ O | Kirche                | Immanuelkirche | 26797048 |      |

### Gruppe: Jüdischer Friedhof
Die Gruppe „Jüdischer Friedhof“ hat die ID 26973307.

| Lage                       | Bezeichnung        | Beschreibung | ID       | Bild |
| -------------------------- | ------------------ | ------------ | -------- | ---- |
| 51° 59′ 3″ N, 9° 27′ 42″ O | Jüdischer Friedhof | Friedhof     | 26807963 | BW   |

### Gruppe: Kriegerdenkmal Brökelner Straße
Die Gruppe „Kriegerdenkmal Brökelner Straße“ hat die ID 26973328.

| Lage                                        | Bezeichnung    | Beschreibung | ID       | Bild |
| ------------------------------------------- | -------------- | ------------ | -------- | ---- |
| Brökelner Straße 51° 58′ 39″ N, 9° 28′ 2″ O | Kriegerdenkmal |              | 26806154 | BW   |

### Gruppe: Hofanlage Brökelner Straße 5
Die Gruppe „Hofanlage Brökelner Straße 5“ hat die ID 26973350.

| Lage                                           | Bezeichnung              | Beschreibung | ID       | Bild |
| ---------------------------------------------- | ------------------------ | ------------ | -------- | ---- |
| Brökelner Straße 5 51° 58′ 54″ N, 9° 28′ 11″ O | Stall                    |              | 26797130 | BW   |
| Brökelner Straße 5 51° 58′ 54″ N, 9° 28′ 11″ O | Scheune                  |              | 26797115 | BW   |
| Brökelner Straße 5 51° 58′ 55″ N, 9° 28′ 11″ O | Wohn-/Wirtschaftsgebäude |              | 26797100 | BW   |

### Gruppe: Villa Hauptstraße 63
Die Gruppe „Villa Hauptstraße 63“ hat die ID 26973361.

| Lage                                      | Bezeichnung | Beschreibung | ID       | Bild |
| ----------------------------------------- | ----------- | ------------ | -------- | ---- |
| Hauptstraße 63 51° 59′ 4″ N, 9° 27′ 57″ O | Villa       |              | 26797262 | BW   |
| Hauptstraße 63 51° 59′ 5″ N, 9° 27′ 55″ O | Remise      |              | 26797247 | BW   |

### Gruppe: Hofanlage Mühlenstraße 2
Die Gruppe „Hofanlage Mühlenstraße 2“ hat die ID 26973372.

| Lage                                     | Bezeichnung              | Beschreibung | ID       | Bild |
| ---------------------------------------- | ------------------------ | ------------ | -------- | ---- |
| Mühlenstraße 2 51° 59′ 2″ N, 9° 28′ 8″ O | Wohn-/Wirtschaftsgebäude |              | 26797277 | BW   |
| Mühlenstraße 2 51° 59′ 1″ N, 9° 28′ 7″ O | Nebengebäude             |              | 26797292 | BW   |

### Gruppe: Hofanlage Mühlenstraße 4
Die Gruppe „Hofanlage Mühlenstraße 4“ hat die ID 26973383.

| Lage                                      | Bezeichnung              | Beschreibung | ID       | Bild |
| ----------------------------------------- | ------------------------ | ------------ | -------- | ---- |
| Mühlenstraße 4 51° 59′ 1″ N, 9° 28′ 11″ O | Scheune                  |              | 26797352 | BW   |
| Mühlenstraße 4 51° 59′ 1″ N, 9° 28′ 9″ O  | Wohn-/Wirtschaftsgebäude |              | 26797307 | BW   |
| Mühlenstraße 4 51° 59′ 0″ N, 9° 28′ 9″ O  | Stall                    |              | 26797322 | BW   |

### Gruppe: Schloss Hehlen Schloßstraße 2
Die Gruppe „Schloss Hehlen Schloßstraße 2“ hat die ID 26973339.

| Lage                                           | Bezeichnung        | Beschreibung         | ID       | Bild           |
| ---------------------------------------------- | ------------------ | -------------------- | -------- | -------------- |
| Schloßstraße 1 A/B 51° 59′ 10″ N, 9° 28′ 27″ O | Arbeiterwohnhaus   | Wohnhaus             | 26797384 | BW             |
| Schloßstraße 1 51° 59′ 10″ N, 9° 28′ 26″ O     | Verwalterhaus      | Wohnhaus             | 26797367 | BW             |
| Schloßstraße 1 51° 59′ 11″ N, 9° 28′ 23″ O     | Wirtschaftsgebäude |                      | 26797537 | BW             |
| Schloßstraße 2 A 51° 59′ 12″ N, 9° 28′ 22″ O   | Wirtschaftsgebäude |                      | 26797522 | BW             |
| Schloßstraße 2 A 51° 59′ 13″ N, 9° 28′ 20″ O   | Arbeiterwohnhaus   |                      | 26797507 | BW             |
| Schloßstraße 2 51° 59′ 15″ N, 9° 28′ 28″ O     | Schloss            | Wasserschloss Hehlen | 26797399 | Weitere Bilder |
| Schloßstraße 2 51° 59′ 15″ N, 9° 28′ 26″ O     | Graft              |                      | 26797419 | BW             |
| Schloßstraße 2 51° 59′ 17″ N, 9° 28′ 36″ O     | Friedhof           |                      | 26797449 | BW             |
| Schloßstraße 2 51° 59′ 16″ N, 9° 28′ 30″ O     | Park               |                      | 26797463 | BW             |
| Schloßstraße 2 51° 59′ 15″ N, 9° 28′ 23″ O     | Gartenhaus         |                      | 26797434 | BW             |
| Schloßstraße 2 51° 59′ 14″ N, 9° 28′ 32″ O     | Scheune            |                      | 26797492 | BW             |
| Schloßstraße 2 51° 59′ 12″ N, 9° 28′ 28″ O     | Scheune            |                      | 26797477 | BW             |

### Einzeldenkmale
| Lage                                            | Bezeichnung              | Beschreibung | ID       | Bild |
| ----------------------------------------------- | ------------------------ | ------------ | -------- | ---- |
| Am Thie 1 51° 59′ 2″ N, 9° 28′ 11″ O            | Wohn-/Wirtschaftsgebäude |              | 26797031 | BW   |
| Am Thie 4 51° 59′ 3″ N, 9° 28′ 12″ O            | Pfarrhaus                |              | 26806879 | BW   |
| Am Thie 6 51° 59′ 3″ N, 9° 28′ 12″ O            | Feuerwehrgerätehaus      |              | 26806897 | BW   |
| An der Fähre 2 51° 59′ 9″ N, 9° 28′ 11″ O       | Wohnhaus                 |              | 26797083 | BW   |
| An der Fähre 5 51° 59′ 10″ N, 9° 28′ 14″ O      | Mühle (Baukomplex)       | ehem. Mühle  | 26797066 | BW   |
| Gerberfahrt 1 51° 59′ 11″ N, 9° 28′ 16″ O       | Wohn-/Wirtschaftsgebäude |              | 44071460 | BW   |
| Hauptstraße 13 51° 59′ 6″ N, 9° 28′ 42″ O       | Ilsen-Stift              | Wohnhaus     | 26797162 | BW   |
| Hauptstraße 15/17/19 51° 59′ 6″ N, 9° 28′ 40″ O | Arbeiterwohnhaus         |              | 26797179 | BW   |
| Hauptstraße 26 51° 59′ 8″ N, 9° 28′ 23″ O       | Wohnhaus                 |              | 26797196 | BW   |
| Hauptstraße 28/30/32 51° 59′ 8″ N, 9° 28′ 21″ O | Arbeiterwohnhaus         |              | 26797213 | BW   |
| Hauptstraße 31 51° 59′ 9″ N, 9° 28′ 16″ O       | Wohn-/Wirtschaftsgebäude |              | 26797145 | BW   |
| Hauptstraße 52 51° 59′ 3″ N, 9° 28′ 3″ O        | Gaststätte               |              | 26797230 | BW   |

## Hohe
Baudenkmale im Ortsteil Hohe.

### Gruppe: Hofanlage Im Dorfe 9
Die Gruppe „Hofanlage Im Dorfe 9“ hat die ID 26973317.

| Lage                                 | Bezeichnung              | Beschreibung | ID       | Bild |
| ------------------------------------ | ------------------------ | ------------ | -------- | ---- |
| Im Dorfe 9 51° 57′ 2″ N, 9° 28′ 4″ O | Wohn-/Wirtschaftsgebäude |              | 26797604 | BW   |
| Im Dorfe 9 51° 57′ 2″ N, 9° 28′ 3″ O | Scheune                  |              | 26797619 | BW   |

### Einzeldenkmale
| Lage                                     | Bezeichnung              | Beschreibung | ID       | Bild |
| ---------------------------------------- | ------------------------ | ------------ | -------- | ---- |
| 51° 57′ 7″ N, 9° 27′ 51″ O               | Kirche                   |              | 26797555 | BW   |
| Hohe Pforte 8 51° 57′ 6″ N, 9° 27′ 51″ O | Wohnhaus                 |              | 26797634 | BW   |
| Im Dorfe 6 51° 57′ 5″ N, 9° 28′ 0″ O     | Wohn-/Wirtschaftsgebäude |              | 26797570 | BW   |
| Im Dorfe 11 51° 57′ 1″ N, 9° 28′ 8″ O    | Scheune                  |              | 26797587 | BW   |
| Im Dorfe 16 51° 57′ 4″ N, 9° 28′ 7″ O    | Scheune                  |              | 26807567 | BW   |
| Im Dorfe 16 51° 57′ 3″ N, 9° 28′ 5″ O    | Wohn-/Wirtschaftsgebäude |              | 26807547 | BW   |